# India (chat)
Pour les articles homonymes, voir India.

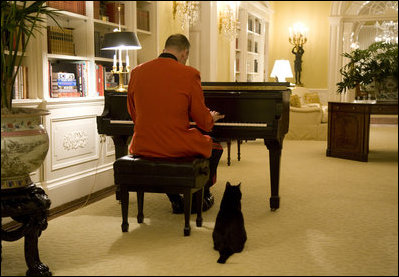
India écoutant le piano à la Maison-Blanche (mars 2007)

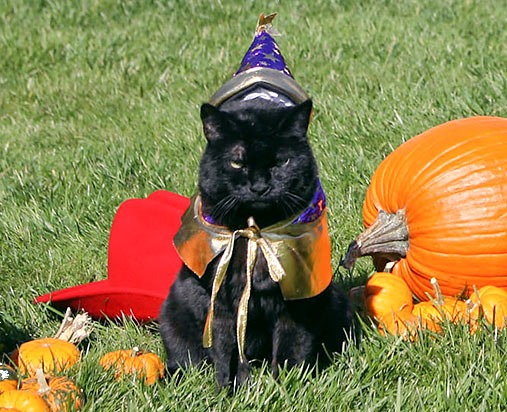
India dans son costume d'Halloween en 2007

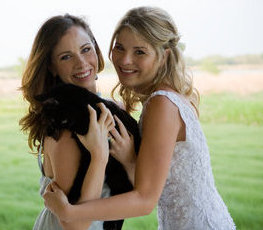
Barbara et Jenna Bush avec India en 2008

India « Willie » Bush (13 juillet 1990 - 4 janvier 2009) était une chatte noire, possédée par l'ancien président américain George W. Bush et la première dame Laura Bush. Elle a vécu avec la famille Bush pendant près de deux décennies.

## Vie
Les Bush ont acquis India, une femelle American shorthair entièrement noire, qui était un chaton à la fin de 1991 ou en 1992, alors que leurs deux filles jumelles, Barbara et Jenna, avaient neuf ans. India est restée avec George et Laura Bush une fois leurs filles parties pour l'université. India a emménagé avec les Bush à la Maison-Blanche au début de 2001, à la suite de l’élection de Bush en tant que Président.
Tout en vivant à la Maison-Blanche avec la famille Bush, India est occultée dans les médias par les deux terriers écossais, Barney et Miss Beazley, qui reçoivent beaucoup plus d'attention du service de presse de la Maison-Blanche au cours de la présidence Bush. Cependant, on la voit dans les vidéos Barneycam tournées par le personnel de la Maison-Blanche lors de la période de Noël. Sa première apparition se situe dans Where in the White House is Miss Beazley?, où elle est appelée « Willie ».
La chatte de la famille Bush fait une apparition dans le numéro de mars 2008 de Architectural Digest, sous le nom de « Willie », dans la salle de séjour Est de la Maison-Blanche.
India est morte à la Maison-Blanche le 4 janvier 2009, à l'âge de 18 ans,. Dans une déclaration à la presse au sujet de la mort d'India, un porte-parole de la première dame note que la famille a été « profondément attristée par la mort de leur chatte, et qu'India fut un membre bien-aimé de la famille Bush pendant près de deux décennies. Elle leur manquera beaucoup ».

## Polémique en Inde
Le nom du chat a provoqué une certaine controverse en Inde. En juillet 2004, des manifestants dans le sud de la Keralian de la ville de Thiruvananthapuram dénoncent ce nom, vu comme une insulte à la nation indienne, et brûlent une effigie du président Bush en signe de protestation,. Les Bush ne changent cependant pas le nom, qui est un hommage au joueur de baseball Rubén Sierra, surnommé « El Indio » avec les Rangers du Texas dont Bush était propriétaire. Ce nom de India aurait été choisi par leur fille Barbara.